# Megalomyrmex
Megalomyrmex är ett släkte av myror. Megalomyrmex ingår i familjen myror.

## Bildgalleri

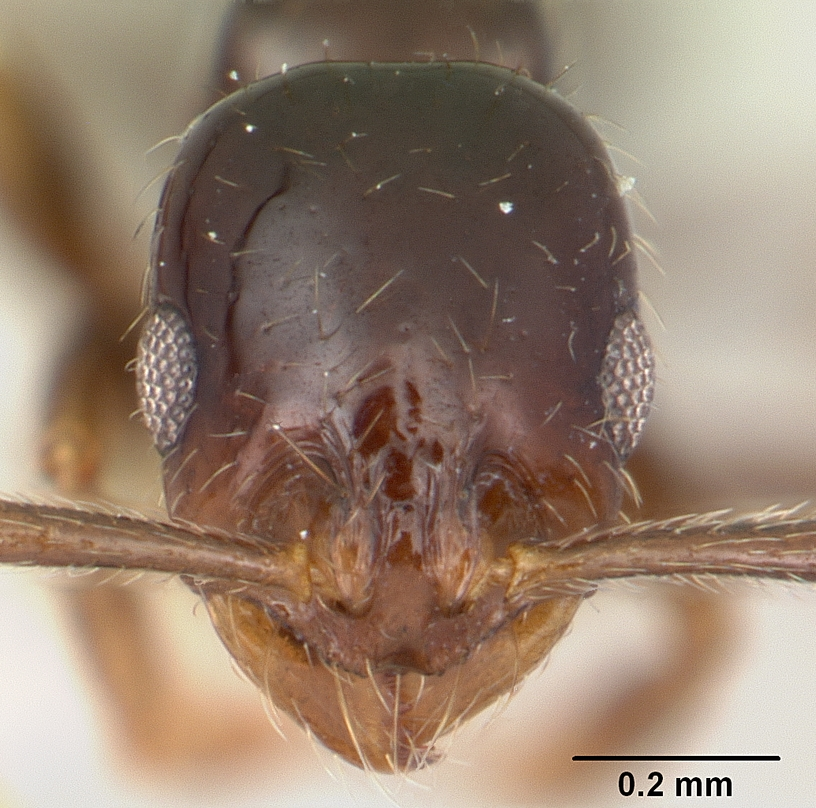
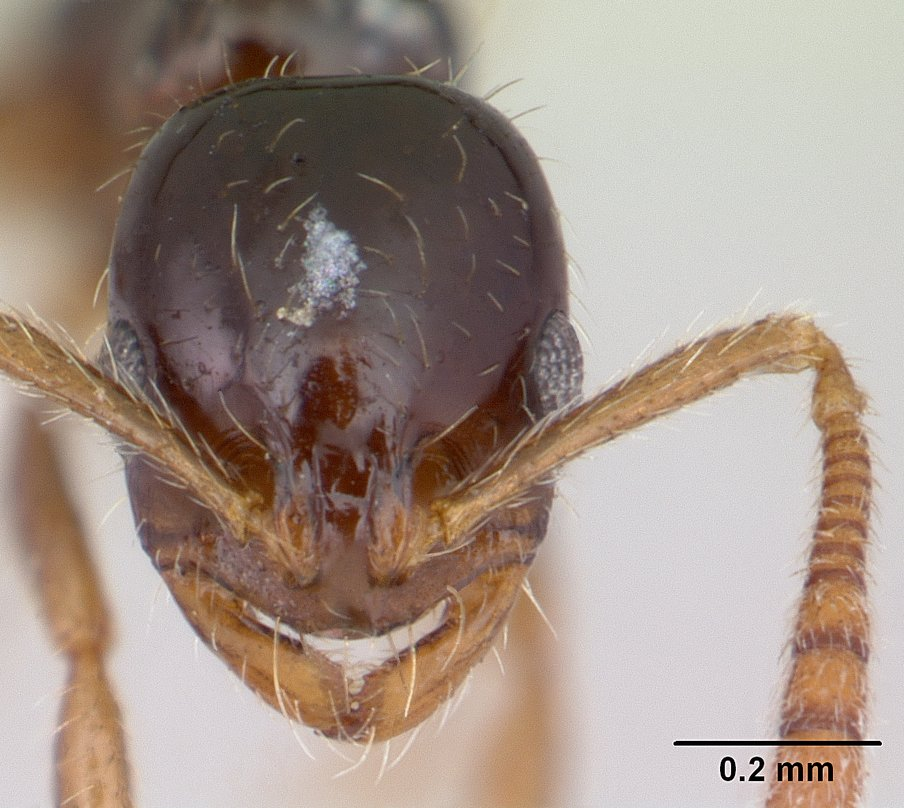
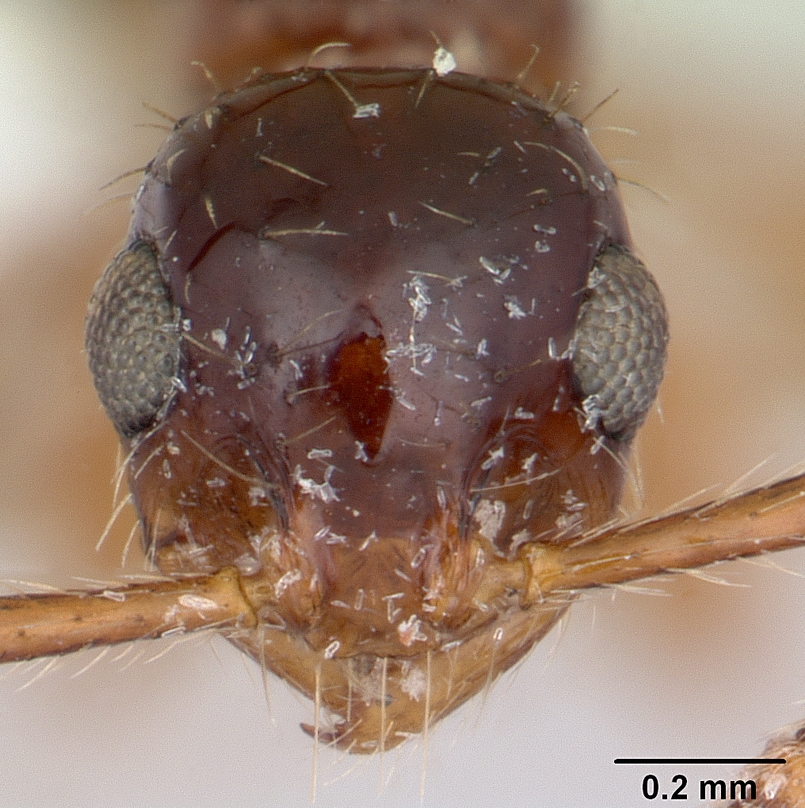
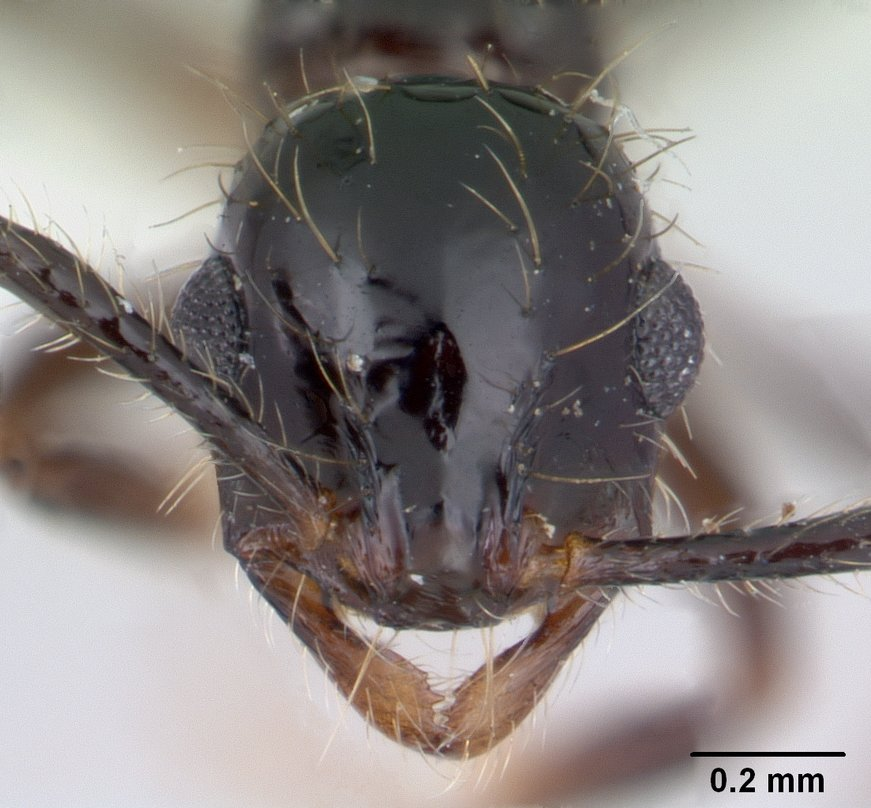
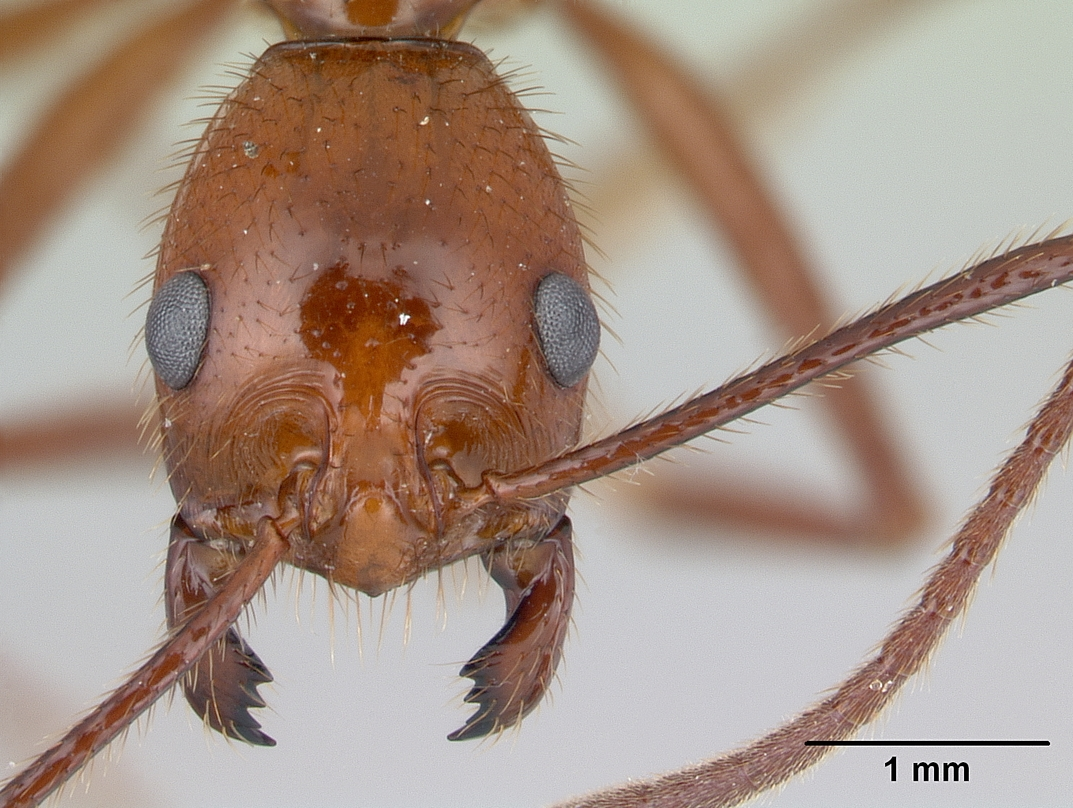
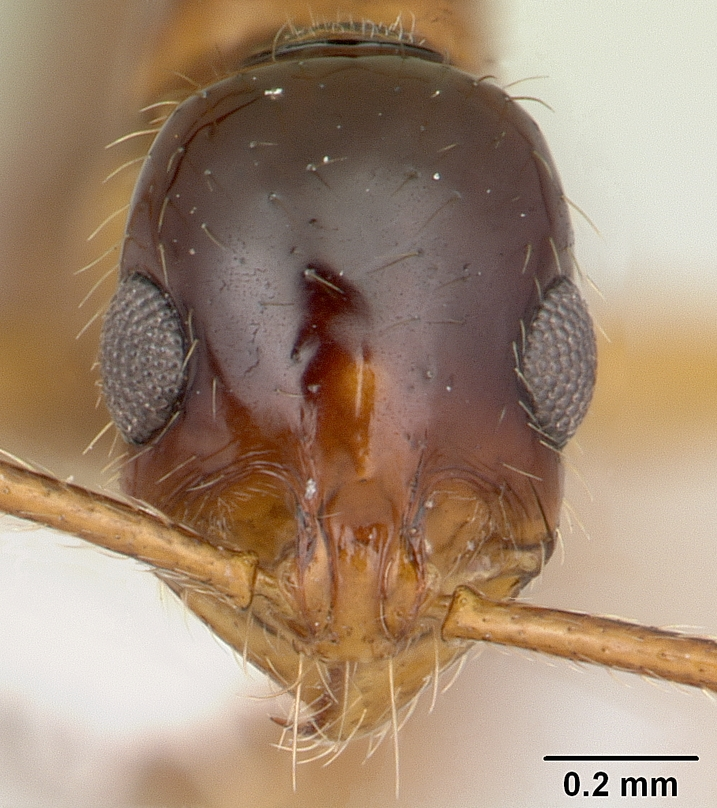

## Dottertaxa tillMegalomyrmex, i alfabetisk ordning[1]
- Megalomyrmex acauna
- Megalomyrmex ayri
- Megalomyrmex balzani
- Megalomyrmex bituberculatus
- Megalomyrmex caete
- Megalomyrmex cuatiara
- Megalomyrmex cupecuara
- Megalomyrmex cyendyra
- Megalomyrmex drifti
- Megalomyrmex emeryi
- Megalomyrmex foreli
- Megalomyrmex glaesarius
- Megalomyrmex gnomus
- Megalomyrmex goeldii
- Megalomyrmex iheringi
- Megalomyrmex incisus
- Megalomyrmex latreillei
- Megalomyrmex leoninus
- Megalomyrmex miri
- Megalomyrmex modestus
- Megalomyrmex mondabora
- Megalomyrmex myops
- Megalomyrmex pacova
- Megalomyrmex piriana
- Megalomyrmex poatan
- Megalomyrmex pusillus
- Megalomyrmex silvestrii
- Megalomyrmex staudingeri
- Megalomyrmex symmetochus
- Megalomyrmex tasyba
- Megalomyrmex timbira
- Megalomyrmex wallacei
- Megalomyrmex weyrauchi